# Lasowiak paskowany
Lasowiak paskowany, lasowiak górski (Delomys dorsalis) – gatunek ssaka z podrodziny bawełniaków (Sigmodontinae) w obrębie rodziny chomikowatych (Cricetidae), występujący w Ameryce Południowej.

## Zasięg występowania
Lasowiak paskowany występuje w Lesie Atlantyckim w południowo-wschodniej i południowej Brazylii oraz północno-wschodniej Argentynie, głównie wzdłuż przybrzeżnych gór.

## Taksonomia
Gatunek po raz pierwszy zgodnie z zasadami nazewnictwa binominalnego opisał w 1873 roku niemiecki zoolog Reinhold Friedrich Hensel nadając mu nazwę Hesperomys dorsalis. Holotyp pochodził z Taquary, w stanie Rio Grande do Sul, w Brazylii.
Gruntowna analiza genetyczna przeprowadzona w 2014 roku zalecała odrzucenie uznawania podgatunków na podstawie danych morfologicznych, uznając D. dorsalis collinus za młodszy synonimem D. dorsalis. Autorzy Illustrated Checklist of the Mammals of the World uznają ten takson za gatunek monotypowy.

### Etymologia
- Delomys: gr. δηλος dēlos „widoczny, wyraźny”; μυς mus, μυoς muos „mysz”[11].
- dorsalis: łac. dorsalis (poprawnie dorsualis) „grzbietowy, z tyłu”, od dorsum „grzbiet, tył”[12].

## Morfologia
Długość ciała (bez ogona) 104–135 mm, długość ogona 100–145 mm, długość ucha 21–22 mm, długość tylnej stopy 25–31 mm; masa ciała 20–56 g (średnio 38 g).

## Ekologia
Lasowiak paskowany występuje na wysokościach od 600 do 2400 m n.p.m. Prowadzi naziemny tryb życia.

## Populacja
Lasowiak paskowany zamieszkuje duży obszar i jest lokalnie liczny. Żyje w kilku obszarach chronionych. Zagraża mu niszczenie i fragmentacja sprzyjającego środowiska. Ocenia się, że jego liczebność maleje, ale lasowiak paskowany jest uznawany za gatunek najmniejszej troski.